# Buenia affinis
Buenia affinis es una especie de peces de la familia de los Gobiidae en el orden de los Perciformes.

## Morfología
- Los machos pueden llegar a alcanzar los 3,2 cm de longitud totaly las hembras 3.33.
- Número de vértebras: 30.[1]

## Reproducción
Los huevos presentan forma de pera.

## Hábitat
Es un pez de mar y demersal.

## Distribución geográfica
Se encuentra en el Mediterráneo: Croacia, Francia eItalia.

## Observaciones
Es inofensivo para los humanos. 